# Міхаель Таусон
Міхаель Таусон (дан. Michael Tauson; нар. 25 червня 1966) — колишній данський тенісист.
Найвищу одиночну позицію світового рейтингу — 101 місце досяг 3 березня 1990, парну — 118 місце — 4 травня 1987 року.
Здобув 2 одиночні та 1 парний титул.
Найвищим досягненням на турнірах Великого шолома було 2 коло в одиночному розряді.

## Титули на челленджерах

### Одиночний розряд: (2)
| Ранг | Дата     | Турнір                            | Покриття | Суперник     | Рахунок  |
| ---- | -------- | --------------------------------- | -------- | ------------ | -------- |
| 1.   | Лют 1989 | Телфорд (Англія), Велика Британія | Килим    | Петер Нюборґ | 6–4, 6–3 |
| 2.   | Лют 1989 | Кройдон (місто), Велика Британія  | Килим    | Кріс Бейлі   | 6–4, 7–6 |

### Парний розряд: (1)
| Ранг | Рік      | Турнір           | Покриття | Партнер           | Суперники                  | Рахунок  |
| ---- | -------- | ---------------- | -------- | ----------------- | -------------------------- | -------- |
| 1.   | Лип 1988 | Ганко, Фінляндія | Ґрунт    | Мортен Крістенсен | Йоакім Бернер Томас Нюдаль | 6–2, 6–1 |